# Acaulospora gedanensis
Acaulospora gedanensis är en svampart som beskrevs av Blaszk. 1988. Acaulospora gedanensis ingår i släktet Acaulospora och familjen Acaulosporaceae.   Inga underarter finns listade i Catalogue of Life.